# Каролинский кризис (1885)

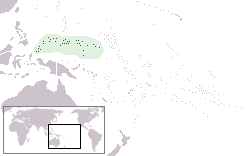
Каролинские острова

Каролинский кризис 1885 года — дипломатический конфликт между Германией и Испанией по поводу принадлежности Каролинских островов, сопровождавшийся угрозами применения силы.
Каролинские острова считались испанским колониальным владением с XVII века. но фактического контроля над островами испанцы не установили.
В 1884 году в Берлине состоялась международная конференция европейских держав о колониальном разделе Африки, на которой свои претензии, в том числе на земли за пределами Африки, заявила Германия. В связи с этим испанское правительство премьер-министра Кановаса дель Кастильо решило как можно быстрее установить контроль над Каролинскими островами. 19 января 1885 года был подписан соответствующий королевский указ об этом. В январе-марте 1885 года испанский крейсер Velasco посетил Каролинские острова, после чего командир крейсера направил генерал-губернатору Филиппин свои предложения о создании испанских поселений на островах. 

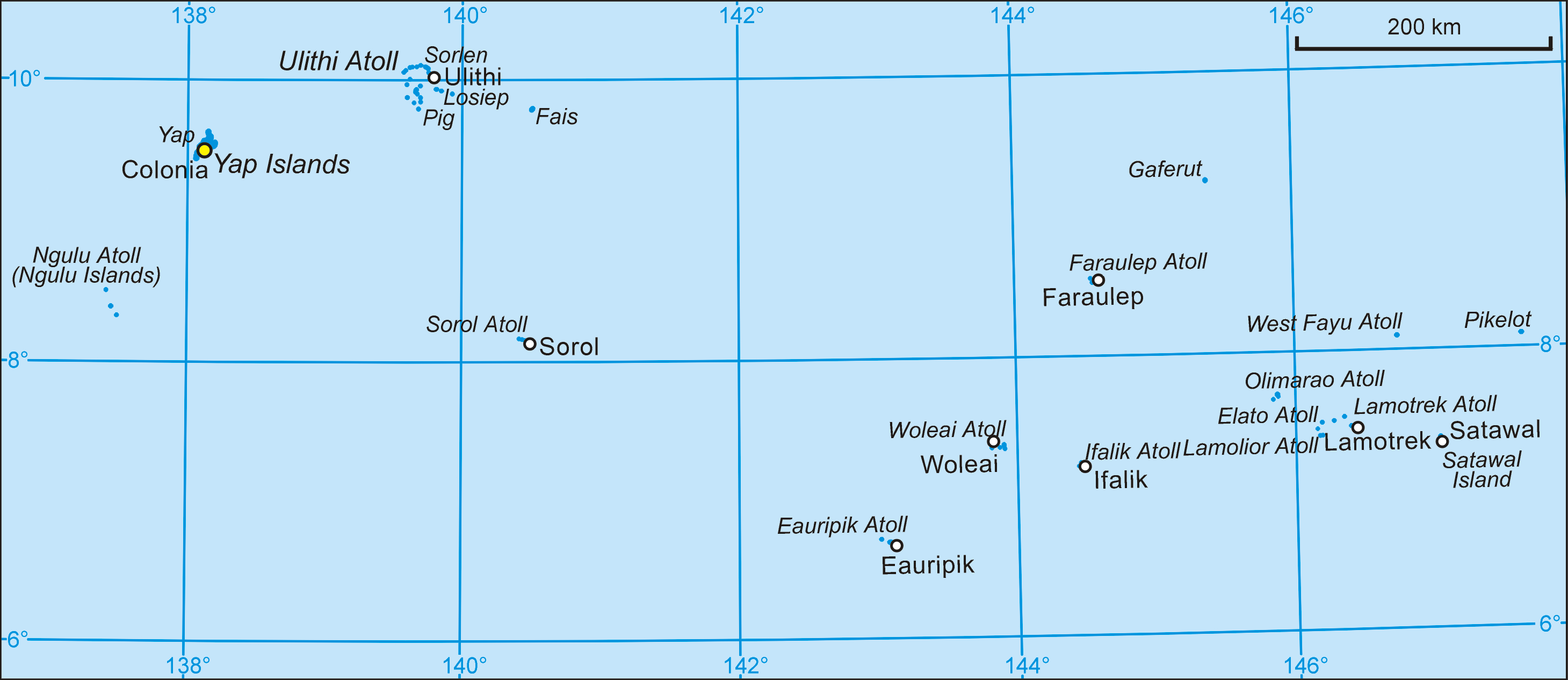
Остров Яп на карте Каролинского архипелага

23 января 1885 года гамбургская фирма Hernsheim & Co обратилась к правительству Германии с просьбой установить протекторат над Каролинскими островами для обеспечения своей монополии в торговле копрой. В июне 1885 года германские власти получили информацию, что Испания готовится к фактическому установлению контроля над этими островами. В связи с этим 21 июля 1885 года германский император Вильгельм I одобрил операцию по аннексии островов. 31 июля капитан германской канонерской лодки Iltis лейтенант Пауль Хофмайер получил приказ срочно покинуть Шанхай и поднять германский флаг на острове Яп и на Палау, а также заключить с местными вождями договоры о протекторате.
10 августа 1885 года вооружённые испанские винтовые транспорты Manila и San Quintin с солдатами отправились из Манилы к Каролинским островам. Командованию этой экспедиции был отдан следующий приказ:

Если представители иностранных государств попытаются нарушить наш суверенитет, то им нужно со всей возможной осмотрительностью пояснить, что положение этих островов полностью изменилось, поскольку правительство Его Величества, используя своё законное право, установило там свой флаг. Если, несмотря на это, иностранцы будут противодействовать, следует выразить протест так, чтобы избежать конфликта, ввиду нашего очевидного права на эти острова.

11 августа 1885 года посол Германии в Мадриде заявил, что «бесхозные» Каролинские острова теперь принадлежат Германии.
21-22 августа 1885 года испанские транспорты San Quintin и Manila прибыли к острову Яп. 26 августа планировалось провести официальную церемонию вступления Испании во владение островом и всем Каролинским архипелагом с участием туземных вождей.
Но 25 августа к острову Яп прибыла германская канонерская лодка Iltis. Сразу же был поднят германский флаг и был объявлен германский протекторат над Каролинами и Палау. В связи с этим в ночь на 26 августа испанцы также подняли свой флаг на острове Яп, на что командир германской канонерской лодки Хофмайер выразил протест. 27 августа обе стороны были готовы вступить в бой. Однако 28 августа испанский транспорт San Quintin отправился на Филиппины, чтобы сообщить о случившемся, а транспорт Manila остался для поддержки испанских притязаний на спорный архипелаг.
20 сентября к Япу подошёл германский шлюп Albatross. Затем он стал обходить все острова Каролинского архипелага и над каждым поднимать германский флаг. К 18 октября германский флаг был поднят над всеми островами архипелага.
Когда в начале сентября о событиях на Каролинских островах стало известно в Испании, то возле германского посольства в Мадриде начались беспорядки. Протестующие испанцы также атаковали германское консульство в Валенсии. В Мадриде и других крупных городах Испании прошли антигерманские демонстрации, только в Мадриде в них приняли участие более 30 000 человек.
Но испанское правительство понимало, что испанские армия и флот не смогут противостоять Германии. Испанское правительство направило к Каролинским островам крейсера Velasco и Don Antonio de Ulloa, но этого было недостаточно. 

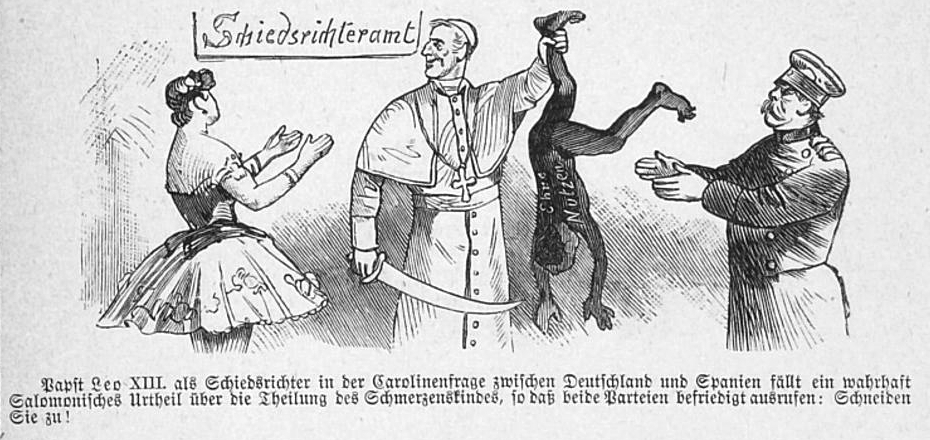
Карикатура в германском журнале Kladderadatsch от 27 декабря 1885 года: «Папа Лев XIII как арбитр между Германией и Испанией по каролинскому вопросу выносит настоящее соломоново решение о разделе спорного ребёнка, так что обе стороны могут сказать: "Давайте начнём резать!"»

Испания пообещала Германии заключить с ней выгодное для Германии торговое соглашение в обмен на признание испанского суверенитета над Каролинским архипелагом. 29 сентября 1885 года германский канцлер Отто фон Бисмарк предложил Испании папу Льва XIII в качестве третейского судьи. 22 октября Лев XIII признал Каролинские острова владением испанской короны, но обязал Испанию предоставить Германии свободу торговли и поселения на островах, а также право создания на Япе угольной и военно-морской станций. 17 декабря в Риме был подписан германо-испанский договор об этом.
Несмотря на удачное для Испании разрешение конфликта, он вызвал в стране правительственный кризис. Стало очевидным крайне уязвимое положение испанских колоний, и в результате в 1886 году была принята новая кораблестроительная программа, предусматривавшая постройку серии крейсеров для охраны заморских владений.